# Mimosa multiplex
Mimosa multiplex är en ärtväxtart som beskrevs av George Bentham. Mimosa multiplex ingår i släktet mimosor, och familjen ärtväxter. Inga underarter finns listade i Catalogue of Life.